# Mikhaïl Boïarski
Mikhaïl Sergueïevitch Boïarski (en russe : Михаил Сергеевич Боярский), né le 26 décembre 1949 à Léningrad, est un acteur et chanteur russe.

## Biographie
Fils d'acteur du théâtre Vera Komissarjevskaïa Sergueï Boïarski (ru), Mikhaïl Boïarski passe son enfance dans une kommounalka située dans un immeuble de la rue Gontcharnaïa dans un vieux quartier de Léningrad (Saint-Pétersbourg aujourd'hui). Il suit une scolarité dans une école musicale au sein du Conservatoire Rimski-Korsakov, dans la classe de piano. À la fin de ses études secondaires, il s'inscrit à l'Institut de théâtre de Léningrad où il étudie sous la direction de Leonid Makariev (ru). Diplômé en 1972, il devient acteur du Théâtre Lensoviet où il travaille jusqu'en 1986.
En 1973, il passe les auditions pour le rôle principal dans le mélodrame A Lover's Romance d'Andreï Kontchalovski, mais sans succès. Remarqué lors de cette audition par Vasile Pascaru des studios Moldova-Film, il est invité pour un rôle dans Les Ponts (1973), une adaptation du roman de Ion Constantin Ciobanu (en), où il joue notamment aux côtés de Mihai Volontir. Il joue ensuite un chanteur italien dans un vaudeville de Leonid Kvinikhidze Un chapeau de paille en 1974. Le premier succès lui vient après le rôle de Sylva dans Le Fils ainé de Vitali Melnikov sorti en 1975.
Le public le découvre véritablement en 1975, dans l'adaptation de la pièce d'Alexandre Vampilov Le Fils aîné réalisée par Vitali Melnikov où Mikhaïl Boïarski tient le rôle de Sylva, ami du héros principal. Parmi ses meilleurs rôles on peut aussi mentionner Teodoro dans Le Chien du jardinier de Yan Frid (1977).
Son heure de gloire viendra après la sortie de D'Artagnan et les Trois Mousquetaires de Gueorgui Jungwald-Khilkevitch en 1978. Dans ce film musical où il joue d'Artagnan, Mikhaïl Boïarski interprète plusieurs chansons. Il retrouvera son D'Artagnan en 1992, 1993 et 2009, toujours sous la direction de Jungwald-Khilkevitch dans la suite de l'histoire dont la qualité artistique toutefois fera objet de controverse.

## Famille
Mikhaïl Boïarski est le père de l'actrice Elizaveta Boïarskaïa et du politicien Sergey Boyarskiy.

## Filmographie partielle

### Cinéma
- 1976 : Romance sentimentale (Сентиментальный роман) de Igor Maslennikov : Akopian
- 1976 : Le Rock du Méchant Loup (Мама, Mama) d'Elisabeta Bostan : le Loup
- 1981 : Âme (Душа, Doucha) d'Alexandre Stefanovitch
- 1989 : Don César de Bazan (Дон Сезар де Базан) de Yan Frid
- 2009 : Tarass Boulba (Тарас Бульба) de Vladimir Bortko

### Télévision
- 1974 : Un chapeau de paille (Соломенная шляпка) de Leonid Kvinikhidze : chanteur italien
- 1975 : Le Fils aîné (Старший сын, Starchy syn) de Vitali Melnikov : Silva Sevostianov
- 1977 : Le Chien du jardinier (Собака на сене) de Ian Frid : Teodoro
- 1978 : D'Artagnan et les Trois Mousquetaires (Д’Артаньян и три мушкетёра) de Gueorgui Jungwald-Khilkevitch : d'Artagnan
- 1986 : Au-dessus de l'arc-en-ciel (Выше радуги) de Gueorgui Jungwald-Khilkevitch : le père d'Alik
- 1996 : La Reine Margot (Королева Марго, Koroleva Margo) d'Alexandre Mouratov (ru) : Maurevert
- 2013 : Sherlock Holmes (Шерлок Холмс) d'Andreï Kavoune : inspecteur Lestrade